# Muroi Ichiei
Ichiei Muroi (sinh ngày 22 tháng 6 năm 1974) là một cầu thủ bóng đá người Nhật Bản.

## Sự nghiệp câu lạc bộ
Ichiei Muroi đã từng chơi cho Kashima Antlers, Urawa Reds, Cerezo Osaka, Vissel Kobe và Yokohama FC.